# Андреас Зісімос
Андреас Зісімос (31 грудня 1983) — грецький плавець.
Учасник Олімпійських Ігор 2004, 2008 років.
Призер Чемпіонату Європи з водних видів спорту 2006 року.